# مایکل راتیچک
مایکل راتیچک (انگلیسی: Michael Ratajczak؛ زادهٔ ۱۶ آوریل ۱۹۸۲) بازیکن فوتبال اهل آلمان است.
از باشگاه‌هایی که در آن بازی کرده‌است می‌توان به باشگاه فوتبال بروسیا دورتموند، باشگاه فوتبال قوت-وایس ارفورت، باشگاه فوتبال فورتونا دوسلدورف، باشگاه فوتبال روت وایس اهلن، باشگاه فوتبال دویسبورگ و باشگاه فوتبال هانوفر اشاره کرد.